# Черск (Брестская область)
Черск (бел. Чэрск) — деревня на юго-западе Брестского района Брестской области Белоруссии. Входит в состав Домачевского сельсовета. Население — 87 человек (2023).

## География
Черск расположен близ юго-западной оконечности Белоруссии в 43 километрах к югу от центра Бреста, в 6 км к северу от границы с Украиной и в 10 км к востоку от границы с Польшей. Деревня расположена по левому берегу реки Копаювка, притока Западного Буга, к югу от деревни Рудня. Через населённый пункт проходит местная автодорога Домачево — Черск — Дубок, прочие дороги ведут в окрестные деревни. Ближайшая ж/д станция Домачево (линия Брест — Томашовка) находится в 5 км от Черска.

## Этимология
Название происходит от устаревшего термина «чертить», в значении обрабатывать землю примитивным орудием «черталом» или «чертежом».
От названия населенного пункта происходит фамилия Черский, распространенная среди потомков шляхты ВКЛ.

## История

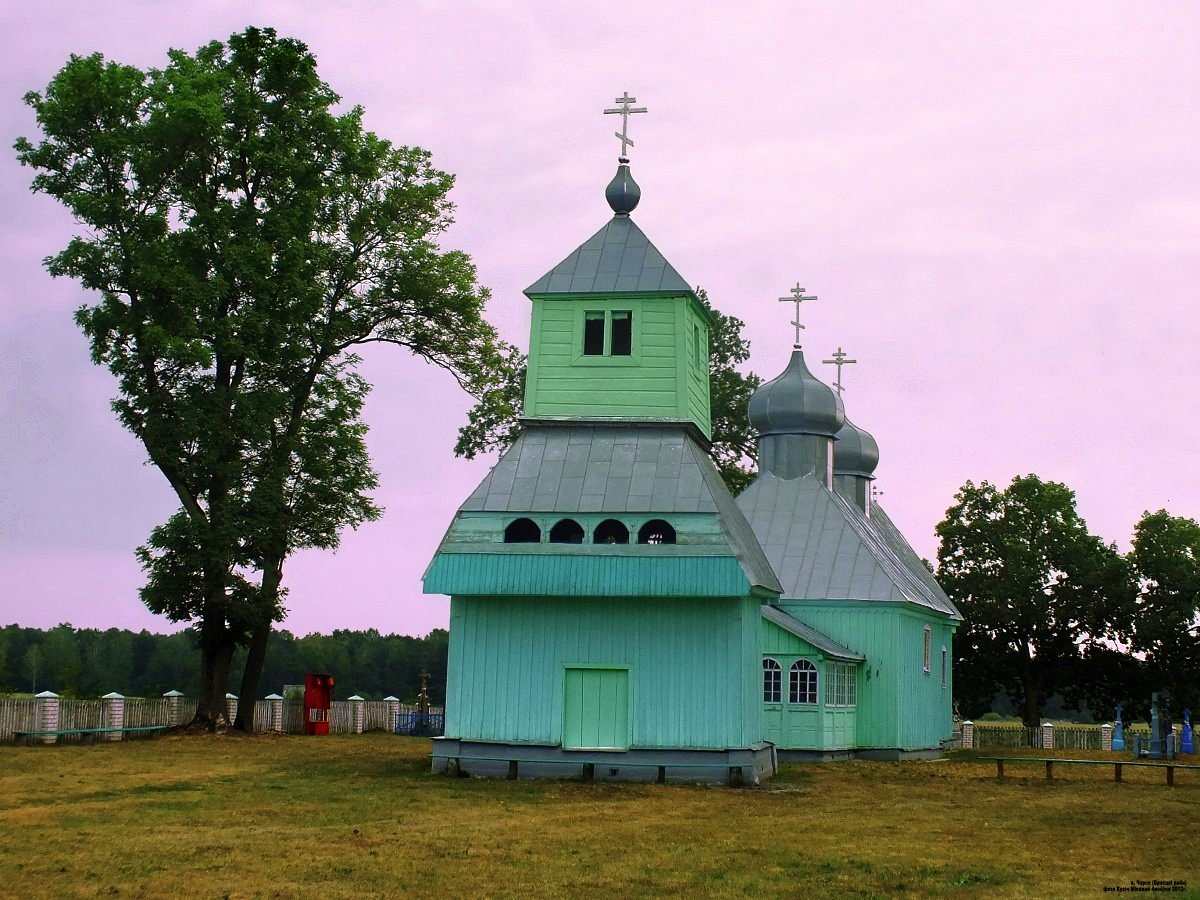
Михайловская церковь и колокольня

Согласно письменным источникам поселение известно с XVI века как шляхетская собственность рода Волошинов в Брестском старостве. После административно-территориальной реформы середины XVI века в Великом княжестве Литовском вошло в состав Берестейского воеводства.
До 1701 года в селе построена деревянная православная Михайловская церковь, которая сохранилась до наших дней. В XVIII веке Черск от Волошинов перешёл к Радзивиллам, которые выстроили здесь дворянскую усадьбу
После третьего раздела Речи Посполитой (1795) в составе Российской империи, с 1801 года — в Гродненской губернии. После подавления восстания Костюшко императрица Екатерина II пожаловала имение Домачево, куда входили деревня Черск и одноименный фольварк, князю Петру Витгенштейну, впоследствии имение принадлежало его потомкам. Во время польского восстания 1863 года в лесу около Черска проходили боевые действия местных отрядов с российскими войсками.
В 1886 году деревня Черск Домачевской волости Брестского уезда насчитывала 38 дворов, действовали церковно-приходская школа, часовня, пивоварня и винокурня, солодильня. Согласно переписи 1897 года — 89 дворов, 538 жителей, хлебозапасный магазин, ветряная мельница, корчма. Неподалёку от деревни располагался фольварк (3 двора, 25 жителей).
В Первую мировую войну с 1915 года деревня оккупирована германскими войсками. Согласно Рижскому мирному договору (1921) она вошла в состав межвоенной Польши, где принадлежала гмине Домачево Брестского повета Полесского воеводства. В 1921 году поселение насчитывало 64 двора.
С 1939 года в составе БССР, в 1940 году — 135 дворов. В Великую Отечественную войну под оккупацией с июня 1941 по июль 1944 года. В войну сожжено 35 дворов, убито 25 жителей, 20 сельчан погибли на фронте, 1 — в партизанах. Усадебный дом бывшей усадьбы Радзивиллов был сожжён в ходе боевых действий.

## Население
Численность населения на 1 января 2023 года — 87 человек, 67 хозяйств.
Население — 110 человек (2019).
На 1 января 2018 года насчитывалось 117 жителей в 76 домохозяйствах, из них 9 младше трудоспособного возраста, 48 — в трудоспособном возрасте и 60 — старше трудоспособного возраста.

## Инфраструктура
Имеются фельдшерско-акушерский пункт, кладбище. До недавнего времени работали начальная школа, отделение связи, сельская библиотека.

## Достопримечательности
- Свято-Михайловская церковь со звонницей —  Историко-культурная ценность Республики Беларусь, шифр 112Г000127. Деревянная церковь, построена до 1701 года. В интерьере сохранился резной иконостас и иконы XVII—XVIII веков. Отдельно от церкви стоит деревянная колокольня. Весь ансамбль — памятник архитектуры деревянного зодчества с характерными для Белорусского Полесья чертами[4]. Церковь включена в Государственный список историко-культурных ценностей Республики Беларусь[7]
- Братская могила (1944) —  Историко-культурная ценность Республики Беларусь, шифр 113Д000126. Похоронены погибшие воины Советской армии (51 человек). В 1965 году установлен обелиск[4]
- Приусадебный парк при бывшем фольварке Стомировских (XVIII в.)

##### Утраченное наследие
- Усадебный дом Радзивиллов

## Галерея

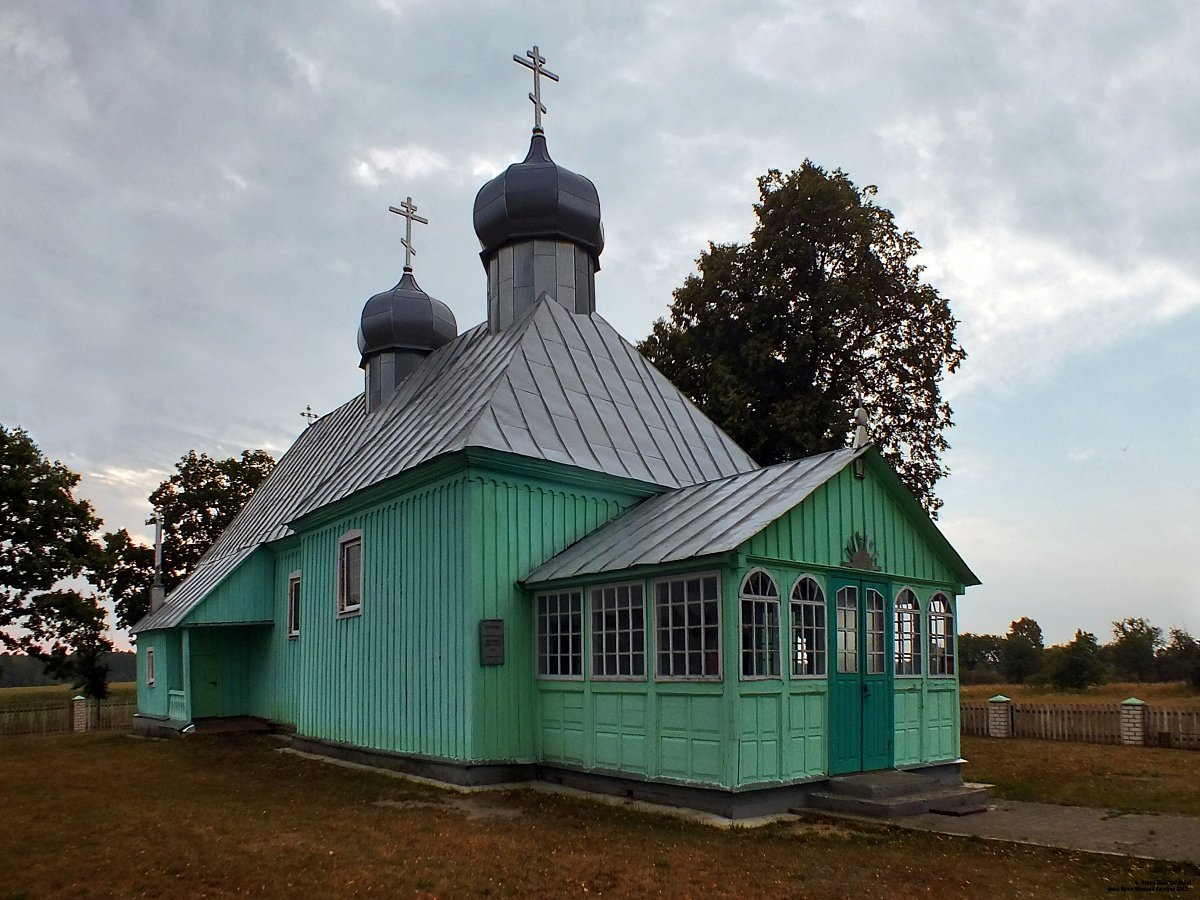
Михайловская церковь
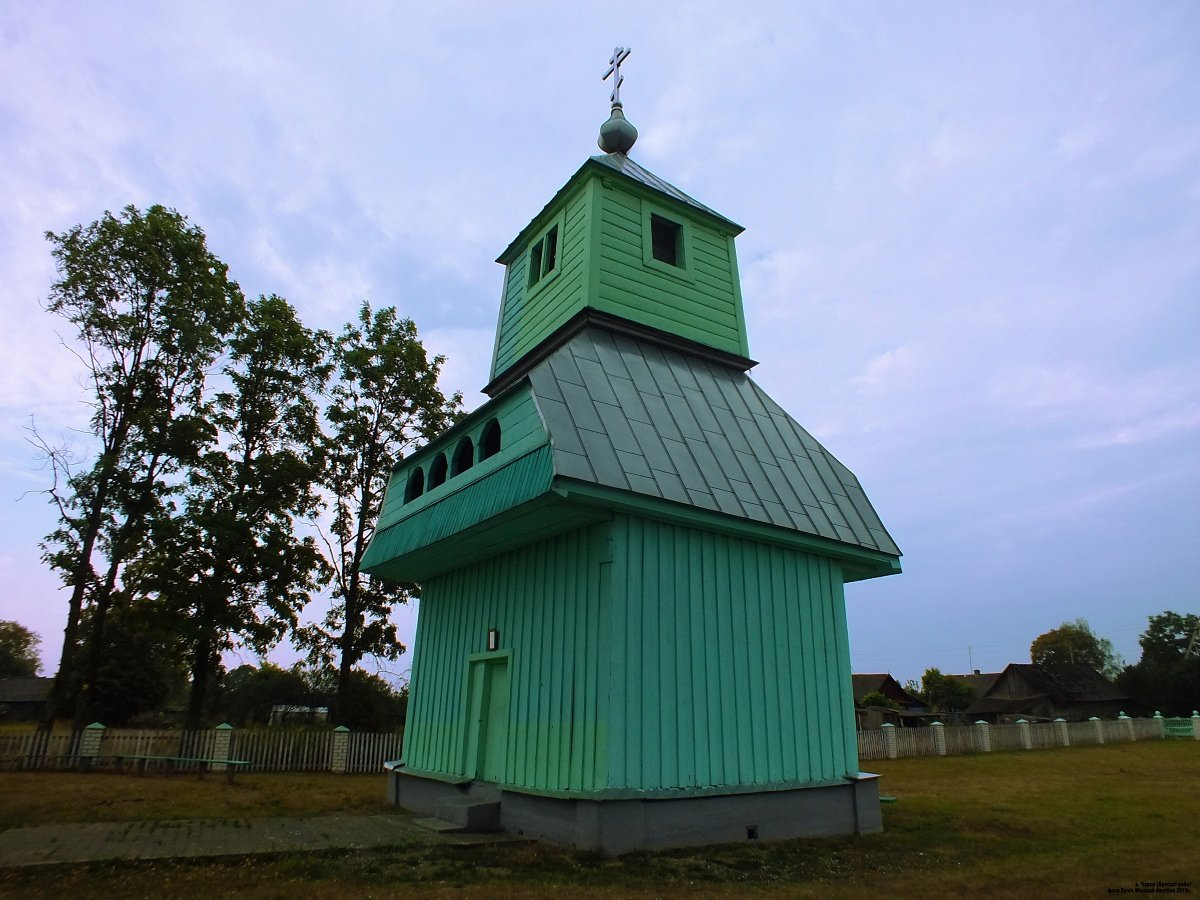
Звонница